# 캐시 디파이바
캐시 디파이바(Kassie DePaiva, 1961년 3월 21일 ~ )는 미국의 배우, 가수이다.

## 출연 작품
- 카니발 - 피의 만찬 (2013)
- 이블 데드 2 (1987)